# Meles Zenawi
Meles Zenawi (8. května 1955, Adwa – 20. srpna 2012, Brusel) byl etiopský politik, od roku 1995 až do své smrti roku 2012 etiopský premiér a předtím od roku 1991 do roku 1995 etiopský prezident. Od roku 1985 byl předsedou Tigrajské lidově osvobozenecké fronty a také byl vůdcem vládní koalice nazývané Etiopská lidová revoluční demokratická fronta.
Meles Zenawi byl považovaný za spojence Západu, jeho režim ovšem vládl značně autoritářsky. Poměrně silná etiopská armáda pomáhala Spojeným státům americkým ve válce proti terorismu.
Do čela země se Meles Zenawi dostal jako velitel vítězné strany v Etiopské občanské válce, když se zhroutil předchozí vládnoucí marxistický režim pod vedením Mengisty Haileho Mariama, oslabený přerušením zahraniční podpory ze strany Sovětského svazu po nástupu Michaila Gorbačova.